# Disney Cinemagic (Portugal)
Disney Cinemagic foi um canal de televisão por subscrição transmitido em Portugal e pertencente à The Walt Disney Company. Foi substituída pela Disney Junior em 1 de novembro de 2012.

## História
O Disney Cinemagic foi lançada em Portugal a 1 de outubro de 2008, alguns meses após o lançamento da versão espanhola. Torna-se o canal premium que está disponível como opção na TV Cabo, enquanto o Disney Channel está incluído com outros operadores.
O Disney Cinemagic HD foi lançada em janeiro de 2009.
O Disney Cinemagic é substituído pelo serviço Disney Movies on Demand da ZON e o canal é substituído pelo Disney Junior em 1 de novembro de 2012, que está incluído em todos os operadores. No entanto, a sua versão de alta definição, Disney Cinemagic HD, não é substituída e desaparece.

## Programas
É exibido todo o género de filmes Disney e as séries seguintes:
- Os 101 Dálmatas
- Aladdin
- Hercules
- Kuzco
- Lilo & Stitch
- Lizzie McGuire
- Tarzan
- Timon & Pumbaa
- Patoaventuras
- A Trupe do Pateta